# Список серий мультсериала «Аладдин»
Ниже представлен список эпизодов американского мультсериала «Приключения Аладдина» (англ. Aladdin: The Series) студии Уолта Диснея.

## Обзор сезонов
Эпизоды шоу выходили в эфир с 1994 по 1995 году. Первый сезон выходил как предпоказ с 6 февраля по 1 мая 1994 года на канале Disney Channel. Официальная премьера состоялась в сентябре 1994 года в синдикационном блоке The Disney Afternoon и на канале CBS. Третий сезон вышел в 1995 году только на канале CBS.
| Сезон | Сезон | Кол-во эпизодов | Показ в США      | Показ в США     | Сеть                                    |
| Сезон | Сезон | Кол-во эпизодов | Премьера         | Финал           | Сеть                                    |
| ----- | ----- | --------------- | ---------------- | --------------- | --------------------------------------- |
|       | 1     | 9               | 6 февраля 1994   | 1 мая 1994      | Disney Channel                          |
|       | 2     | 69              | 5 сентября 1994  | 28 февраля 1995 | Синдикация (The Disney Afternoon) и CBS |
|       | 3     | 8               | 16 сентября 1995 | 25 ноября 1995  | CBS                                     |

## Эпизоды

### Сезон 1 (1994)
| № | № | Оригинальное название / Название                | Режиссёр                      | Сценарист                       | Премьера в США  |
| --- | - | ----------------------------------------------- | ----------------------------- | ------------------------------- | --------------- |
| 1 | 1 | «Getting The Bugs Out / Гроза жуков»            | Тоби Шелтон                   | Стив Робертс                    | 6 февраля 1994  |
| Аладдин и Жасмин находят на базаре сломанную механическую стрекозу и дарят её Султану, который обожает игрушечные фигурки. Однако после ремонта выясняется, что это вовсе не игрушка, а весьма опасное устройство. Отправившись на поиски автора этого изобретения, герои прибывают в город, жителей которого терроризируют гигантские механические жуки. Там они сталкиваются с греком-изобретателем Механикусом, который берёт Джинна и Ковра в плен. Теперь Аладдин должен рассчитывать только на свои собственные силы, а не на помощь волшебных друзей. |   |                                                 |                               |                                 |                 |
| 2 | 2 | «Mudder’s Day / День грязи»                     | Алан Заслов                   | Жан Стрнад                      | 13 февраля 1994 |
| Аладдин со своими друзьями ведёт караван султана. Караван заблудился, и Расул очень недоволен. Найдя в пустыне оазис, все решают отдохнуть, но Аладдин встревожен тем, что этого оазиса нет на карте. Вскоре Аладдин, Жасмин, Яго, Джинн и Абу попадают в подземную ловушку Аль-Грязинов, царь которых хочет съесть друзей на обед. |   |                                                 |                               |                                 |                 |
| 3 | 3 | «Fowl Weather / Птицы небесные»                 | Алан Заслов и Сабуро Хашимото | Майк Райан                      | 20 февраля 1994 |
| В Аграбе наступает невероятная засуха, и чтобы спасти урожай, Аладдин хочет отправиться в Лес дождей, где он смог бы одолжить тучку для города. Однако есть проблема - погодой повелевает птица по имени Тандра, и она не собирается нарушать баланс в природе, ведь в пустыне не должны идти дожди. Тогда герои уговаривают Яго, в которого влюбилась Тандра, отвлечь её, пока они украдут всего одну тучку. |   |                                                 |                               |                                 |                 |
| 4 | 4 | «The Prophet Motive / Глаз Фашума»              | Тоби Шелтон                   | Жан Стрнад                      | 24 февраля 1994 |
| Аладдин встречает Фазира, который предсказывает ему скорую погибель. Абис Мал и Харут крадут Коврик и с его помощью создают летающий корабль, который необходим, чтобы добраться до сокровищ Фашума — жестокого великана, спрятавшего свой замок высоко в облаках. В ходе путешествия Абис Мал берёт в плен Аладдина и его друзей, понимая, что пророчество Фазира начинают сбываться… |   |                                                 |                               |                                 |                 |
| 5 | 5 | «Much Abu About Something / Мартышкин труд»     | Алан Заслов                   | Брюс Рид Шайфер                 | 27 марта 1994   |
| Аладдин и его друзья находят затерянную цивилизацию. Туземцам угрожает тираннозавр, и они считают Абу своим защитником. Аладдин берёт на себя обязанности посредника в общении с последователями обезьянки — по-своему интерпретируя поступки и желания друга. |   |                                                 |                               |                                 |                 |
| 6 | 6 | «My Fair Aladdin / Мой прекрасный Аладдин»      | Алан Заслов                   | Стив Робертс                    | 3 апреля 1994   |
| Аладдину стыдно за себя, так как все в окружении Жасмин — люди из высшего общества. Девушку это совершенно не беспокоит, но масла в огонь подливает Яго, решивший научить юношу, как быть светским львом. Между тем, у коварного изобретателя Механикуса появляется новый злодейский план. Аладдин поручает Джинну разведать, как обстоят дела, но вскоре юноше приходится спасать своего друга. |   |                                                 |                               |                                 |                 |
| 7 | 7 | «To Cure A Thief / Как воров лечат»             | Роб ЛаДука                    | Кевин Кэмпбелл и Брайан Свэнлин | 11 апреля 1994  |
| Вор-недотёпа Амин Да Мула пытается ограбить султанскую казну, в которой находится волшебная перчатка. Однако он едва спасается от хитроумных ловушек, чуть было не лишивших его жизни. В это время, после очередной кражи, совершённой Абу, Аладдин теряет терпение и решает посадить обезьянку на поводок. Разозлённый и обиженный Абу сбегает из дворца, и Аладдин просит Яго найти Абу и убедиться, что тот ничего не натворит. Так друзья оказываются в воровском притоне «Череп и кинжал», где Амин Да Мула делает Абу заманчивое предложение.          |   |                                                 |                               |                                 |                 |
| 8 | 8 | «Never Say Nefir / Танцор-сокрушитель»          | Алан Заслов                   | Кевин Кэмпбелл                  | 24 апреля 1994  |
| Прибыв в дружественный город Гетцистан, друзья обнаруживают его в руинах. Оказывается, каждую ночь город разрушается в результате нападения гигантского танцующего носорога Самира-Сокрушителя. Каждый день город отстраивается заново крылатым бесом Нефиром и его командой. Однако Аладдин подозревает, что Нефир не так-то прост, как кажется на первый взгляд. |   |                                                 |                               |                                 |                 |
| 9 | 9 | «Raiders Of The Lost Shark / Рыбалка в пустыне» | Тоби Шелтон                   | Роберт Шечтер                   | 1 мая 1994      |
| На Аграбу нападает огромная акула, живущая в песке. Выследить чудовище берётся бесстрашный капитан Морк, управляющий летучим кораблём. Аладдин вызывается помочь в поимке акулы. Это мероприятие к тому же обещает быть весьма выгодным, ведь брюхо акулы состоит сплошь из золота и драгоценных камней. |   |                                                 |                               |                                 |                 |

### Сезон 2 (1994—1995)
| № | №  | Оригинальное название / Название                                  | Режиссёр                 | Сценарист                                         | Премьера в США   |
| --- | -- | ----------------------------------------------------------------- | ------------------------ | ------------------------------------------------- | ---------------- |
| 10 | 1  | «Air Feathered Friends / Пернатые друзья»                         | Тоби Шелтон              | Тэд Стоунс и Брайан Свэнлин                       | 5 сентября 1994  |
| Три небольших, но разрушительных смерча проносятся через рынок Аграбы, забирая с собой ценные вещи. Аладдин уверен, что это не природное явление, а обыкновенные воры, воспользовавшиеся магией. Юноша настолько уверен в своей правоте, что даже поспорил с Расулом на Абу — тот должен будет собирать финики для дворцовой стражи в случае проигрыша. Аладдин с друзьями отправляются в логово Абис Мала, где находят запертого в клетке птенца птицы Рок. Разбойники используют его волшебные перья. |    |                                                                   |                          |                                                   |                  |
| 11 | 2  | «Bad Mood Rising / Король разбушевался»                           | Роб ЛаДука               | Жан Стрнад                                        | 6 сентября 1994  |
| Друзья прилетают в княжество Квиркистан, которым правит юный царь Мамуд. Удивительно, но страна находится на грани нищеты, так как здесь постоянно происходят природные катаклизмы. Оказывается, что погода напрямую зависит от настроения юного короля, который в последнее время постоянно грустит. Друзья пытаются развеселить Мамуда, но лишь Жасмин, начавшей рассказывать царю сказку, это удаётся. Но когда настаёт время возвращаться домой, Мамуд отказывается отпускать Жасмин. |    |                                                                   |                          |                                                   |                  |
| 12 | 3  | «Do The Rat Thing / Коронованная крыса»                           | Тоби Шелтон              | Дуглас Лангдэйл и Жан Стрнад                      | 8 сентября 1994  |
| Жасмин обижается на Аладдина, когда тот постоянно напоминает ей о её царском происхождении — девушка никогда не сможет понять, что значит быть обитателем трущоб. Вместе с Яго Жасмин направляется в Аграбу, где они сталкиваются в уличным волшебником, исполнившим желание Жасмин — познать, что значит быть «трущобной крысой» — девушка становится ею в прямом смысле, а Яго превращается в ушастую ящерицу. |    |                                                                   |                          |                                                   |                  |
| 13 | 4  | «The Vapor Chase / В погоне за дымом»                             | Тоби Шелтон              | Стив Робертс                                      | 13 сентября 1994 |
| Абис Мал находит волшебный порошок, при сгорании которого рождаются демоны из дыма, грабящие людей по ночам. Между тем, Жасмин обеспокоена тем, что ночи в Аграбе становятся холоднее, а топливо для ламп дорожает. Конечно, девушка очень обрадовалась, когда нашла альтернативный источник энергии в виде порошка, который продаёт на рынке замаскированный Абис Мал, рассчитывающий, что Жасмин заправит им лампы во дворце. |    |                                                                   |                          |                                                   |                  |
| 14 | 5  | «Garden Of Evil / Сад зла»                                        | Роб ЛаДука               | Мирит Дж. Колао                                   | 14 сентября 1994 |
| 20 лет назад молодой Султан находит невероятной красоты сад, в котором срывает цветок в подарок своей невесте. Однако владелец сада, чародей Арбатус, не может отпустить его без обещания вернуть долг — самое ценное сокровище, которое у него есть. И вот много лет спустя, Арбатус прибывает в Аграбу, чтобы забрать сокровище Султана — его дочь-красавицу Жасмин. Серия является явной отсылкой к сказке «Красавица и чудовище». |    |                                                                   |                          |                                                   |                  |
| 15 | 6  | «Some Enchanted Genie / Очарованный джинн»                        | Тоби Шелтон              | Брайан Свэнлин и Марлоу Вайзман                   | 19 сентября 1994 |
| Джинн встречает обворожительную джиннью из кувшина, по имени Иден. Он приглашает её на свидание, но Иден не хочет оставлять свою новую хозяйку — девочку-сиротку Данди. Данди разрешает Иден пойти на свидание, но пока Джинн готовится к незабываемому вечеру, вор Абис Мал решает завладеть кувшином и стать новым хозяином Иден. |    |                                                                   |                          |                                                   |                  |
| 16 | 7  | «Web Of Fear / В паутине страха»                                  | Боб Хэчкок               | Кевин Кэмпбелл и Брайан Свэнлин                   | 20 сентября 1994 |
| Серия подземных толчков приводит к обильным разрушениям — под Аграбой открыты лабиринты старого города, в котором обитают Анкбуты — паукообразные чудовища из детских сказок. Вскоре один из монстров похищает Жасмин, и Аладдин отправляется на поиски возлюбленной. Между тем, горожане решают, что они должны самим разобраться в происходящем и прикончить чудовищ, пока не стало слишком поздно. |    |                                                                   |                          |                                                   |                  |
| 17 | 8  | «Plunder The Sea / Грабёж средь синя моря»                        | Роб ЛаДука и Тоби Шелтон | Стив Робертс                                      | 22 сентября 1994 |
| Таинственный монстр нападает на корабли Султана, и правитель назначает сурового капитана Аль Батроса разобраться в происходящем. Оказать посильную помощь пытается Аладдин, однако капитан лишь потешается над щуплостью юноши. Тогда Аладдин, полный решимости доказать, что он настоящий мужчина, отправляется в опасное путешествие в морские воды, где узнаёт, что на корабли нападает не монстр, а новое изобретение «величайшего гения Греции» — злодея Механикуса. |    |                                                                   |                          |                                                   |                  |
| 18 | 9  | «Strike Up The Sand / Песок атакует»                              | Алан Заслов              | Билл Мотц и Боб Рот                               | 23 сентября 1994 |
| Аладдин спасает бродяжку Садиру от дворцовой стражи, и девушка влюбляется в него. Случайно попав в подземелье давным-давно исчезнувших песчаных ведьм, девушка находит волшебный амулет, с помощью которого может повелевать песком. Она создаёт песчаного монстра, чтобы тот похитил Жасмин. Девушка не хочет никому вреда — но монстр вскоре выходит из-под контроля. |    |                                                                   |                          |                                                   |                  |
| 19 | 10 | «Sneeze The Day / Будь здоров, Джинн!»                            | Роб ЛаДука               | Билл Мотц и Боб Рот                               | 24 сентября 1994 |
| У Джинна начинается болезнь, вызванная аллергией на сок экзотического фрукта гоава — от него он начинает чихать, и каждый чих вызывает всплеск магии. Мало того, что сам Джинн мучается, так ещё созданные им вещи и существа опасны для друзей. Джинн прячется в пустыне, а Яго проговаривается, что есть лекарство — таинственная сфера Маккана. Аладдин отправляется на её поиски, однако сферу просто так не достать и нужно пройти «три великие и ужасные преграды». |    |                                                                   |                          |                                                   |                  |
| 20 | 11 | «I Never Mechanism I Didn’t Like / Всеобщий любимец»              | Роб ЛаДука               | Билл Мотц и Боб Рот                               | 26 сентября 1994 |
| Устав от того, что Аладдин разрушает все его планы, Механикус создаёт робота, обладающего гипнотическими способностями. Он отсылает его в качестве подарка Султану, и вот уже весь дворец, включая Аладдина, готов приветствовать нового владыку Аграбы, Механикуса. Однако, как выясняется, гипноз не действует на Джинна. |    |                                                                   |                          |                                                   |                  |
| 21 | 12 | «Forget Me Lots / Роза забвения»                                  | Алан Заслов              | Майк Райан                                        | 28 сентября 1994 |
| В годовщину первой встречи, Жасмин обижается на Аладдина из-за того, что он забыл о столь важной для неё дате. Между тем, вору Абис Малу удаётся завладеть так называемой Розой забвения — любой, кто вдохнёт её аромат, тут же потеряет память. Однако Абу крадёт цветок у Абис Мала и предлагает Аладдину в качестве подарка для Жасмин. Тогда Абис Малу удаётся убедить потерявшую память Жасмин в том, что она — его дочь, и вместе они должны захватить власть в Аграбе. |    |                                                                   |                          |                                                   |                  |
| 22 | 13 | «Scare Necessities / Исполнение желаний»                          | Роб ЛаДука               | Марк Карачени                                     | 29 сентября 1994 |
| В поисках подарка для Жасмин, Аладдин с друзьями заходят в лавку старой торговки, где Яго находит шкатулку, в которой живёт волшебное существо — если его испугать, Чубрик — так его называет Яго — исполняет желание. Сначала с помощью подарка Яго хочет заслужить благосклонность Жасмин, но затем решает использовать зверюшку для собственной выгоды. |    |                                                                   |                          |                                                   |                  |
| 23 | 14 | «SandSwitch / Подмена»                                            | Тоби Шелтон и Роб ЛаДука | Билл Мотц и Боб Рот                               | 30 сентября 1994 |
| Садира придумывает новый способ завоевать Аладдина — она использует заклинание, которое меняет её местами с Жасмин, оказавшейся на улице и не помнящей, что она — принцесса Аграбы. Между тем, Садира торопит Аладдина со свадьбой, потому что заклинание дало небольшой сбой — оно не действует на животных. Абу, Яго и Раджа отправляются на поиски Жасмин на улицах Аграбы. |    |                                                                   |                          |                                                   |                  |
| 24 | 15 | «Lost & Founded / День основателя»                                | Боб Хэчкок               | Билл Мотц и Боб Рот                               | 3 октября 1994   |
| Абис Мал перемещается во времена основания Аграбы, чтобы изменить ход истории и сделать первым Султаном не шейха Хамеда - предка нынешнего Султана, а Абнор Мала - своего собственного предка. Однако, в этом случае Жасмин не родится, что ставит существование девушки в настоящем под угрозу. Узнав о коварных планах разбойника, Аладдин с друзьями отправляется в путешествие во времени, чтобы спасти жизнь принцессы. |    |                                                                   |                          |                                                   |                  |
| 25 | 16 | «Moonlight Madness / Безумие в лунную ночь»                       | Алан Заслов              | Мирит Дж. Колао                                   | 4 октября 1994   |
| Жасмин не нравится, что их друзья постоянно превращают романтические вечера в балаган. Тогда Аладдин обещает девушке вечер на далёком острове, умолчав о том, что Яго, Абу и Джинни вместе с ковриком отправились на поиски сокровищ, спрятанных на острове. Но самое страшное в том, что сторожит эти сокровища девушка-оборотень, а сами драгоценности появляются лишь в момент полной луны. |    |                                                                   |                          |                                                   |                  |
| 26 | 17 | «The Flawed Couple / Гадкая парочка»                              | Роб ЛаДука               | Билл Мотц и Боб Рот                               | 5 октября 1994   |
| Механикус и Абис Мал объединяются в своём стремлении победить Аладдина — для этого они используют волшебные камни, прикоснувшись к которым человек испытывает определённые отрицательные эмоции. В конце концов, фальшивые эмоции настраивают друзей друг против друга, что значительно облегчает задачу злодеев. |    |                                                                   |                          |                                                   |                  |
| 27 | 18 | «Rain Of Terror / Местами осадки»                                 | Боб Хэчкок и Роб ЛаДука  | Майк Райан                                        | 6 октября 1994   |
| Тандра решает отправиться в отпуск и назначает Яго временным управляющим погодой. Всё идёт хорошо, пока попугай не заключает сделку со старым врагом Тандры - коварным летучим змеем по имени Малчо. В результате чего, медальон Тандры оказывается у Малчо, и теперь Яго должен исправить ситуацию, пока злодей не нарушил природный баланс! Единственная серия где вообще отсутствует Аладдин. |    |                                                                   |                          |                                                   |                  |
| 28 | 19 | «Dune Quixote / Дон Кихот»                                        | Роб ЛаДука               | Жан Стрнад                                        | 7 октября 1994   |
| Садира придумывает очередной способ завоевать сердце Аладдина. Она решает с помощью заклинания превратить Аладдина в рыцаря, «грозу драконов», а себя в прекрасную принцессу. Но об этой затее узнаёт Яго и рассказывает о ней принцессе Жасмин — вместе с Джинни они успевают остановить Садиру, но заклинание уже подействовало. Теперь Аладдин ощущает себя рыцарем и верит, что должен спасти прекрасную принцессу от дракона. |    |                                                                   |                          |                                                   |                  |
| 29 | 20 | «That Stinking Feeling / Наше сырное оружие»                      | Алан Заслов              | Брюс Рейд Шефер                                   | 8 октября 1994   |
| Ковёр, Абу и Яго находят в пустыне таинственный оазис, посреди которого лежит огромное золотое кольцо. В Аграбу прибывает принц Анкутма из далёкой страны Одифер, славящейся своими пахучими сырами. Но гость приехал не просто так — он собирается свататься к Жасмин. Удивляясь невероятной ловкости гостя, Яго направляет Анкутму в тот самый оазис — события разворачиваются так, что от сна пробуждается гигантский растительный монстр. |    |                                                                   |                          |                                                   |                  |
| 30 | 21 | «The Day The Bird Stood Still / День, когда замерла птица»        | Алан Заслов              | Кевин Кэмпбелл                                    | 10 октября 1994  |
| Без спроса искупавшись в ванной Султана, Яго стал жертвой заговора — Абис Мал добавил в благовония слюну наскального ифрита, из-за чего Яго начал медленно каменеть. Джинни готов исполнить все заветные желания друга: «икорку, маникюр и кресло с вибро-массажем», но это нисколько не утешает попугая перед перспективой скорой гибели. Между тем Абис Мал прислал письмо, в котором он требует трон Аграбы в обмен на противоядие. Перед Жасмин и Аладдином возникает трудный выбор, и юноша сам отправляется на поиски противоядия. |    |                                                                   |                          |                                                   |                  |
| 31 | 22 | «Of Ice & Men / Ледниковый период»                                | Алан Заслов              | Билл Мотц и Боб Рот                               | 11 октября 1994  |
| На заснеженном севере Аладдин с друзьями встречают ифрита по имени Джиннлёд. Юноша приглашает его в Аграбу, где Джиннлёд постепенно начинает замораживать город. Поначалу жителям нравится эта идея, но затем ифрит так разыгрывается, что в жаркой Аграбе наступает ледниковый период. |    |                                                                   |                          |                                                   |                  |
| 32 | 23 | «Opposites Detract / Крайности сходятся»                          | Боб Хэчкок и Роб ЛаДука  | Мирит Дж. Колао (сюжет) Дев Росс и Майкл Райан    | 12 октября 1994  |
| Аладдин, Джинни, Яго, Абу и Ковёр прибывают в дальневосточный город Пей-Линг, где спасают юношу Зина, оказавшегося посреди пустыни. От него герои узнают, что город разрушен - каждую ночь злой брат-близнец Зина, Зенг, превращает его в дракона, который раньше защищал город. Друзья пытаются помочь Зину побороть его тёмную половину и вернуть город к жизни. |    |                                                                   |                          |                                                   |                  |
| 33 | 24 | «Caught By The Tale / Сказка стала былью»                         | Боб Хэчкок и Роб ЛаДука  | Мирит Дж. Колао                                   | 13 октября 1994  |
| Абис Мал и Харут подговаривают двух городских детишек достать древний шлем армии скорпионов, который когда-то принадлежал неуязвимому воину. Дети оказываются в ловушке, и Яго с Абу отправляются на выручку малышам, пока Аладдин борется с могуществом, которое оказалось в руках Абис Мала и его приспешника. |    |                                                                   |                          |                                                   |                  |
| 34 | 25 | «Elemental, My Dear Jasmine / Элементарно, Жасмин»                | Алан Заслов              | Мирит Дж. Колао                                   | 14 октября 1994  |
| После неудачной шутки Жасмин обижается на Аладдина и, гуляя по пляжу, случайно попадает в царство русалки по имени Селина. Селина очарована Аладдином, и, заточив Жасмин под водой, поднимается на сушу, превратившись в человека. Встретив Аладдина, коварная русалка просит показать ей Аграбу, в то время как Жасмин всеми силами пытается выбраться из водяного плена. |    |                                                                   |                          |                                                   |                  |
| 35 | 26 | «Beast Or Famine / Предводитель крыс»                             | Боб Хэчкок               | Роберт Шечтер и Брайан Свэнлин                    | 15 октября 1994  |
| Путешествуя по пустыне, Аладдин с друзьями наталкиваются на скелет огромной акулы, той самой, за которой они прежде охотились вместе с капитаном Морком. Вскоре однако друзья находят и самого Морка — на его корабль напали похожие на крыс гуманоиды, которые также убили и акулу. Теперь Морк жаждет мести. |    |                                                                   |                          |                                                   |                  |
| 36 | 27 | «Smolder & Wiser / Ловок и горяч»                                 | Роб ЛаДука               | Билл Мотц и Боб Рот                               | 17 октября 1994  |
| Абис Мал покупает у злого волшебника свечу Магмы. Магма - повелитель вулканов должен выполнить приказ своего господина, т.е. захватить трон Аграбы. Аладдин торопится помешать злодею, но у него самого крупные неприятности: Харут говорит, что накладывает на него «чары неловкости»... |    |                                                                   |                          |                                                   |                  |
| 37 | 28 | «The Game / Игра»                                                 | Алан Заслов              | Ричард Стэнли                                     | 18 октября 1994  |
| Джинна, который никогда не может обыграть Коврика ни в одном состязании, одолел азарт: он готов на все, чтобы победить в игре. Тут к нему на помощь приходит чародей Динг и его сестра Упо. Они просто обожают командные игры. Правда, игры эти не на жизнь, а на смерть... |    |                                                                   |                          |                                                   |                  |
| 38 | 29 | «Poor Iago / Бедный Яго»                                          | Алан Заслов              | Стив Робертс                                      | 20 октября 1994  |
| Искупавшийся в золотом песке Султана, Яго сходит с ума. Больного алчностью Яго исцеляет Джинн, однако теперь у жадной птицы иное наваждение - он становится альтруистом и раздает казну и все вещи своих друзей нищим, призывая их к духовному, а не к материальному богатству. Даже лампа Джинна не избегает этой участи. В это самое время Абис Мал уверен, что Яго - легендарная золотая птица Бабагануша, которая непременно приведёт его к сокровищу, и похищает Яго и Абу, заставляя указать путь к золоту. |    |                                                                   |                          |                                                   |                  |
| 39 | 30 | «The Spice Is Right / Нет порошка чудесней»                       | Алан Заслов              | Том Минтон                                        | 22 октября 1994  |
| Аладдин вместе со своими друзьями нашли непонятный сундук с порошком и прекрасной подвеской, которую юноша дарит Жасмин. Тем временем, Яго уговаривает Джина продать весь порошок, имитируя его волшебные свойства. Но оказывается, что ожерелье заколдовано и, открыв сундук, друзья вернули к жизни нежить, правителя загробного мира, по имени Айям Агул, который теперь намерен жениться на Жасмин! Чтобы заточить волшебника обратно, необходимо вернуть ожерелье в сундук вместе с порошком, который Яго уже распродал... |    |                                                                   |                          |                                                   |                  |
| 40 | 31 | «The Animal Kingdom / Королевство животных»                       | Боб Хэчкок и Роб ЛаДука  | Ричард Стэнли                                     | 24 октября 1994  |
| Друзья возвращаются в Аграбу с ценным грузом — специями. По пути им попадается странная долина, обитатели которой — животные, умеющие разговаривать и уверенные в том, что все люди — злодеи, достойные лишь смерти. Однако спасший одного из малышей Аладдин и укравшие драгоценности Яго и Абу меняют мировоззрение жителей этой долины. |    |                                                                   |                          |                                                   |                  |
| 41 | 32 | «Power To The Parrot / Пернатый благодетель»                      | Роб ЛаДука               | Жан Стрнад                                        | 25 октября 1994  |
| Аладдин и Жасмин улетают из Аграбы, оставляя друзей смотреть за городом. Пока влюблённая пара в отъезде, Джинн и Яго ругаются, и первый отдает свою полуфеноменальную силу Яго на сутки, чтобы доказать, что джинном быть не так уж и просто. Получив силу, Яго не ограничивает себя ни в чём, тем самым приводя Аграбу к хаосу, и вызывает гигантского червя-падальщика. Успеют ли друзья навести порядок в городе до приезда влюблённых? |    |                                                                   |                          |                                                   |                  |
| 42 | 33 | «The Sands Of Fate / Судьбу не обманешь»                          | Боб Хэчкок и Роб ЛаДука  | Ричард Стэнли                                     | 27 октября 1994  |
| Аладдин с друзьями встречают в пустыне заколдованных всадников Рамонда, о которых рассказывает Фазир. Вот уже на протяжении многих лет каждую ночь они сражаются с грабителями, а затем оба отряда исчезают. Причиной тому является таинственный камень, который в разгар битвы выпадает из сундука и разбивается. Юноша решает вырвать всадников из замкнутого круга - но вскоре он сам оказывается одним из них. А за ним следуют Ковёр, Абу и Джинн. В итоге только Яго может спасти своих друзей. Либо вместе с ними навечно остаться запертым во времени... |    |                                                                   |                          |                                                   |                  |
| 43 | 34 | «Hero With A Thousand Feathers / Неизвестный герой»               | Алан Заслов              | Стив Робертс                                      | 29 октября 1994  |
| Фазир предупреждает Яго о скором приходе некого чудовища - древнего Ужаса. Яго не верит в пророчество, но все же берёт амулет, который передал ему Фазир. В очередном авантюрном путешествии Яго случайно пробуждает демона огня Амока, который раньше правил Аграбой. Победить монстра может лишь тот, кто вернул его к жизни. Это будет совсем не просто, ведь Яго, в первую очередь, заботится о самом себе. |    |                                                                   |                          |                                                   |                  |
| 44 | 35 | «The Citadel / Крепость»                                          | Алан Заслов              | Билл Мотц и Боб Рот                               | 31 октября 1994  |
| Аладдин знакомится с Мозенратом. Злой маг, правитель Страны Чёрных песков, ищет человека, который смог бы поймать Тердака - редкое существо, питающееся магией. Ловкий и бесстрашный юноша подходит ему. Но Аладдин отказывается, и Мозенрат берет в пленники Джинна - излюбленное лакомство тердаков. Аладдину ничего не остаётся, кроме как спасать своего друга. |    |                                                                   |                          |                                                   |                  |
| 45 | 36 | «Snowman Is An Island / Снежный человек»                          | Алан Заслов              | Дев Росс, Билл Мотц и Боб Рот                     | 2 ноября 1994    |
| Аладдин, Джинн, Яго и Абу, возвращаясь из Одифера, заблудились. Несмотря на то, что путь лежит через заснеженные горы, а ребята сильно устали, Джинн продолжает шутить и паясничать, чем безумно раздражает своих товарищей. В итоге, попав под лавину, вызванную случайно Джинном, друзья набредают на гигантский замок. Хозяин замка - повелитель йети Кутато. Шутки Джинна радуют скучающего и одинокого Снежного человека, и тот пленяет Джинна, а на плечи ребят теперь ложится задача по вызволению своего синего друга. |    |                                                                   |                          |                                                   |                  |
| 46 | 37 | «The Secret Of Dagger Rock / Тайна кинжальной скалы»              | Роб ЛаДука               | Мирит Дж. Колао                                   | 3 ноября 1994    |
| Мозенрат похищает Аладдина, требуя от Жасмин принести ему Джинна в лампе, грозя расправой над её возлюбленным, если девушка ослушается приказа. Но Жасмин решает поступить по-своему: они с Джинном переодеваются в стражников и вместе с отрядом Султана отправляются спасать Аладдина. Яго и Абу же остаются дома, чтобы не вызвать подозрения. |    |                                                                   |                          |                                                   |                  |
| 47 | 38 | «In The Heat Of The Fright / У страха глаза велики»               | Алан Заслов              | Мирит Дж. Колао                                   | 4 ноября 1994    |
| Составляя карту долины, Аладдин с друзьями спасают деревню с мирными жителями от огненных кошек, которые были посланы богиней страха Мираж. Увидев отвагу Аладдина, Мираж всячески пытается испугать его… |    |                                                                   |                          |                                                   |                  |
| 48 | 39 | «Witch Way Did She Go? / Что может натворить супчик?»             | Роб ЛаДука               | Билл Мотц и Боб Рот                               | 5 ноября 1994    |
| Садира больше не предпринимает попыток влюбить в себя Аладдина. Она и все герои теперь просто хорошие друзья. Пригласив друзей в гости на праздничный ужин, Садира угощает их супом, но немножко путает рецепт. Попробовав суп, Яго превращается в песочные часы (всего на несколько минут и без последствий), а остатки похлебки Садира от греха подальше выливает. Вот только случайное сочетание ингредиентов рождает зелье, которое пробуждает песчаных ведьм. Столкнувшись с песочной магией, друзья невольно подозревают Садиру, а девушка, обиженная недоверием, не торопится объяснить им, что же произошло на самом деле. Садира лучше своих друзей понимает, насколько могущественны ведьмы, и перед ней вновь встаёт выбор к кому присоединиться. |    |                                                                   |                          |                                                   |                  |
| 49 | 40 | «The Seven Faces Of Genie / Семь ликов джинна»                    | Роб ЛаДука               | Грант Моран (сюжет) Кевин Кэмпбелл и Дуан Капиззи | 7 ноября 1994    |
| Направляясь в Гетцистан, Джинни никак не может сосредоточиться и разобраться во всех дипломатических тонкостях. Именно в этот момент Абис Мал использует волшебную сферу, которая в буквальном смысле разрывает Джинни на семь личностей, каждая из которых представляет какую-то одну черту его характера: гнев, мужество, странность, мудрость, смех, страх и доброту. Теперь силы Джинна не угрожают Абис Малу сорвать его коварные планы, и преступник переключает своё внимание с Аграбы на трон Гетцистана. |    |                                                                   |                          |                                                   |                  |
| 50 | 41 | «The Wind Jackal Of Mozenrath / Ветрошакал Мозенрата»             | Алан Заслов              | Билл Мотц и Боб Рот                               | 8 ноября 1994    |
| Аладдин, Жасмин и Абу направляются в Страну Чёрных песков, чтобы сорвать планы Мозенрата по порабощению Аграбы. Чёрный маг заполучил новое опасное оружие — он может управлять Сирокко, существом в облике Ветряного Шакала. Аладдин критикует Яго за слишком длинный язык, но именно он в решающий момент оказывается как нельзя кстати. Яго использует свою способность имитировать голоса и обманывает Шакала, отдавая ему приказы голосом Мозенрата. |    |                                                                   |                          |                                                   |                  |
| 51 | 42 | «A Clockwork Hero / Заводной герой»                               | Алан Заслов              | Кевин Кэмпбелл                                    | 9 ноября 1994    |
| Мальчик по имени Вахид пытается доказать, что он герой — не хуже Аладдина. Случайно он попадает внутрь огромного робота, изобретённого злым гением Механикусом. В итоге, гигантский разрушитель становится новоиспечённым героем Аграбы, побеждая минотавра по имени Крутой Рог, и Рог жаждет реванша. Между тем Механикус перехватывает управление над своим изобретением. Аладдин и его друзья пробуют помешать Механикусу. В результате Крутой Рог, решившийся взять реванш, снова повержен, а Вахид сбрасывает творение Механикуса со скалы. Механикус с ужасом осматривает погибшее творение и одна из пружин механизма запускает его в полёт за горизонт. Но для Вахида всё кончается благополучно, он отделался лишь царапинами и понял, что поторопился с героизмом. |    |                                                                   |                          |                                                   |                  |
| 52 | 43 | «Mission: Imp Possible / Миссия невыполнима»                      | Алан Заслов              | Стив Робертс                                      | 10 ноября 1994   |
| Нефир хочет добыть золотой шёлк, но остров, где обитает шелкопряд, слишком хорошо защищён и бесы не могут туда проникнуть. Тогда Нефир усыпляет Аладдина и в обмен на противоядие заставляет Джинна поработать на себя. |    |                                                                   |                          |                                                   |                  |
| 53 | 44 | «Stinker belle / Сила любви»                                      | Алан Заслов              | Кевин Кэмпбелл и Роберт Шечтер                    | 11 ноября 1994   |
| Аладдин с друзьями прибывают в Одифер, в гости к своему другу принцу Ангутме, который готовится жениться на местной девушке Брунхильде. Как и все одиферцы, она обладает недюжинной физической силой. Впрочем, есть один одиферец, который уродился слабым, но умным - это королевский советник Рунтар, который хочет расстроить свадьбу и убить Анкутму. Ситуация осложняется тем, что Брунгильда влюбляется в Аладдина, который кажется ей трогательно беззащитным по сравнению с местными женихами. |    |                                                                   |                          |                                                   |                  |
| 54 | 45 | «Sea No Evil / Скелет - плохой знак»                              | Боб Хэчкок и Роб ЛаДука  | Брайан Свэнлин                                    | 12 ноября 1994   |
| Яго и Абу является призрак погибшего моряка, который указывает путь к затонувшему кораблю. Путём обмана Яго заставляет Аладдина отправиться туда, думая отыскать сокровище и не подозревая, какой опасности подвергает друзей — ведь корабль проклят и скрывает в себе тёмные силы. Как только Аладдин касается фигуры на носу корабля, он переносится в потусторонний мир. А в наш мир возвращается Айям Агул. |    |                                                                   |                          |                                                   |                  |
| 55 | 46 | «Shadow Of A Doubt / Тень сомнения»                               | Алан Заслов              | Мирит Дж. Колао                                   | 14 ноября 1994   |
| Мираж возводит перед стенами Аграбы зловещий чёрный обелиск и всё, на что падает его тень, перестаёт существовать. К закату солнца тень должна достигнуть дворца. В очередной раз испытывая Аладдина, Мираж сообщает ему единственный способ, каким можно разрушить обелиск - с помощью зеркала, которое всегда показывает правду. Пока Аладдин и Жасмин с друзьями добывают зеркало, Джинн пробует разрушить обелиск самостоятельно, несколькими остроумными способами, но предсказуемо терпит неудачу. Вовремя вернувшись а Аграбу, Аладдин очень легко побеждает. Но не является ли это ещё одной иллюзией? |    |                                                                   |                          |                                                   |                  |
| 56 | 47 | «Smells Like Trouble / Запах беды»                                | Алан Заслов              | Брюс Рейд Шефер и Ричард Стэнли                   | 15 ноября 1994   |
| К городским воротам Одифера приезжает восточный торговец с тележкой, набитой всякой всячиной. Но стражников из всех товаров интересует только сыр. Узнав, что сыра нет, они прогоняют незадачливого купца восвояси и не замечают, что из его тележки высыпалось несколько яиц. Вскоре из одного яйца вылупляется ящерица. Она находит местный сыр очень вкусным и съедает весь запас, который был у стражников, а когда стражники пытаются её поймать, выясняется, что от её дыхания человек покрывается пятнами и теряет сознание. В этом время Аладдин с друзьями вновь прибывают в Одифер. Они знакомятся с Бадом - сыном, который родился у Ангутмы и Брунхильды. Наслышанный об Аладдине по рассказам родителей Бад при личном знакомстве немного разочарован и удивляется, как такой слабак может быть героем. Аладдин пытается объяснить мальчику, что не всегда надо полагаться на силу, иногда стоит использовать ум. Тем временем нашествие ящериц принимает характер эпидемии. |    |                                                                   |                          |                                                   |                  |
| 57 | 48 | «The Way We War / Цена победы»                                    | Боб Хэчкок и Роб ЛаДука  | Брюс Рейд Шефер                                   | 16 ноября 1994   |
| К Аграбе неожиданно подступает армия Одифера и обстреливает город из катапульт. Аладдин пытается понять, что толкнуло вчерашних союзников на войну, а во дворце Султана появляется крылатый бес Нефир, предлагающий за деньги наладить систему защиты. Позже выясняется, что Нефир продаёт технологии обеим сторонам, устраивая гонку вооружений. Причиной войны является пропажа Священной Сырницы — одиферцы почему-то уверены, что её украли аграбинцы. Пока Аладдин находит своего друга Ангутму и убеждает его в непричастности к пропаже, война разгорается и с каждым новым этапом остановить её становится всё сложнее. |    |                                                                   |                          |                                                   |                  |
| 58 | 49 | «Night Of The Living Mud / Ночь грязи»                            | Алан Заслов              | Билл Мотц и Боб Рот                               | 17 ноября 1994   |
| Аладдина и друзей преследуют Аль-Грязины. Одержав победу, герои возвращаются домой. Аладдин и Жасмин хотят отдохнуть и решают отправиться на свидание. А Яго приносит на своих перьях во дворец остатки грязи. Появляется Аль-Грязин. Джинн пытается разобраться с ним, не нарушая свидание Аладдина, поэтому ситуация становится все более сложной. |    |                                                                   |                          |                                                   |                  |
| 59 | 50 | «Egg-stra Protection / Зелье для Абис Мала»                       | Роб ЛаДука               | Брайан Свэнлин                                    | 18 ноября 1994   |
| Абис Мал и Харут украли яйцо грифона (планируя использовать когти вылупившегося детёныша для приготовления зелья). Преследуя их, Аладдин падает с крыши и ломает рёбра. Джинн и Жасмин окружают Аладдина чрезмерной заботой, буквально не давая ему сделать ни одного лишнего шага. Герои отправляются в Гетцистан, чтобы вернуть яйцо грифону-маме. |    |                                                                   |                          |                                                   |                  |
| 60 | 51 | «A Sultan Worth His Salt / На что способен султан»                | Роб ЛаДука               | Мирит Дж. Колао                                   | 19 ноября 1994   |
| Посреди ночи неизвестные похищают принцессу Жасмин. След приводит друзей в край Амазонок, где Аладдин узнаёт, что воинственные девы избрали принцессу, чтобы та стала одной из них. Между тем, уставший от того, что все считают его беспомощным стариком, Султан сам берётся за спасение дочери. |    |                                                                   |                          |                                                   |                  |
| 61 | 52 | «Heads, You Lose / Не терять головы»                              | Роб ЛаДука               | Билл Мотц и Боб Рот                               | 21 ноября 1994   |
| Халиф Капок, волшебник, обладающий только одной головой, посещает Султана и просит Аладдина помочь воссоединить его с его злым телом. Герои делают это, но вскоре понимают, что это голова халифа злая, а тело (в котором есть сердце) - доброе. Когда Аладдин пытается остановить волшебника, тот отделяет его голову. Оставшись с логичной, безжалостной головой и также любящим, упрямым телом, Жасмин и друзья должны снова отделить голову Калифа, чтобы он расколдовал Аладдина. С трудом добившись согласия разделённых компонентов, герои добывают ключ, но Капук сжигает его. Тогда они используют зеркало и отражают луч магической энергии в Капука. Злая голова отделена, а тело возвращает Аладдина в прежнее состояние. |    |                                                                   |                          |                                                   |                  |
| 62 | 53 | «The Love Bug / Мелкие превратности судьбы»                       | Алан Заслов              | Кевин Кэмпбелл                                    | 22 ноября 1994   |
| Тандра просит друзей о помощи. Кто-то губит её тропический лес. Прибыв на место, друзья выясняют, что деревья уничтожаются механическими термитами, которых создал Механикус. Яго, параллельно ухаживающий за Тандрой, хочет произвести на неё впечатление и решает взять дело спасения в свои руки. После плена и борьбы с Механикусом в механической броне, Яго сбрасывает его при помощи волшебного боба в реку и броня ржавеет. Механикус отступает. |    |                                                                   |                          |                                                   |                  |
| 63 | 54 | «When Chaos Comes Calling / Наступление Хаоса»                    | Роб ЛаДука               | Тэд Стоунс                                        | 23 ноября 1994   |
| Хаос - грозное существо с божественными способностями в облике летающего кота. Он обожает непредсказуемость. Мираж убеждает его, что Агроба слишком обычное и скучное место, а Аладдин очень скучный герой. Хаос вносит в жизнь Аладдина захватывающие элементы, такие как создание злого близнеца и злого джинна, и смотрит, что из этого получается. Всё это время Мираж не осознаёт, что в действительности это просто умный план самого Хаоса, чтобы преподать ей урок о том, что не стоит быть злым. |    |                                                                   |                          |                                                   |                  |
| 64 | 55 | «Genie Hunt / Охота на джинна»                                    | Алан Заслов              | Кевин Кэмпбелл и Марлоу Уайзман                   | 26 ноября 1994   |
| Таинственный охотник появляется в Аграбе, чтобы схватить Джина. Позже друзья узнают, что Махтара — представителя древнего вида магических существ, с которым у джинов не самые лучшие отношения — нанял бывший хозяин Джини, старик по имени Аяд Альджебровик, мечтающий вернуть себе волшебного слугу. |    |                                                                   |                          |                                                   |                  |
| 65 | 56 | «Armored And Dangerous / Вооружен и очень опасен»                 | Роб ЛаДука               | Билл Мотц и Боб Рот                               | 30 ноября 1994   |
| В отсутствии Аладдина и его друзей, на Аграбу нападает гигант-минотавр Крутой Рог. Чтобы спасти город, Султан прибегает к последнему отчаянному шагу - облачается в древние доспехи, которые хранились во дворце и о которых известно, что последний владелец строго-настрого запретил их надевать. Доспехи делают Султана феноменально сильным и неуязвимым, и он разделывается с чудищем голыми руками. Но затем в его поведении начинаются зловещие странности и снимать доспехи он почему-то не спешит... Выясняется, что раньше доспехи носил Килим, который был кровавым тираном и безжалостным правителем. Аладдин и его друзья решили помешать султану захватить все 7 пустынь. Аладдин смог выяснить, что в неразрушимой статуе заключён дух Килима. После нескольких стычек Аладдину удаётся сделать так, что Султан с разгону сокрушает статую. Дух Килима уходит в мир иной, доспехи теряют силу и сваливаются с Султана, который ничего не помнит о том, что с ним происходило. |    |                                                                   |                          |                                                   |                  |
| 66 | 57 | «The Lost Ones / Потерянный»                                      | Тэд Стоунс               | Кевин Кэмпбелл                                    | 3 декабря 1994   |
| Жители Аграбы встревожены волной исчезновений детей. Аладдин вспоминает своё прошлое, когда его друг Амаль также пропал без следа. Вскоре друзья понимают, что появившийся в городе незнакомец как-то связан с таинственными исчезновениями и может пролить свет на загадки прошлого. |    |                                                                   |                          |                                                   |                  |
| 67 | 58 | «Eye Of The Beholder / Проверка чувств»                           | Алан Заслов              | Билл Мотц и Боб Рот                               | 10 декабря 1994  |
| Мираж и Фазир спорят о том, что сильнее: её чары или любовь смертных. Мираж решает проверить на прочность любовь Аладдина и Жасмин. Превратившись в торговку, Мираж дарит Жасмин флакон с маслом от морщин. Но на самом деле это масло постепенно обращает человека в змеевидное существо, нечто среднее между Ламией и Ехидной. И теперь Аладдину надо решить, сможет ли он любить принцессу, превращенную в чудовище. Они отправляются на поиски древа обновления. По пути им приходится пережить нападение разбойников, схватку с Орфом, но они достигают нужного места, хотя к тому времени превращение Жасмин в деву-змею уже завершилось. Мираж иссушает дерево. Аладдин от безысходности превращает себя в змеевидное существо, доказывая Жасмин свою любовь. К счастью Фазир восстанавливает дерево и герои возвращают себе свой прежний облик. |    |                                                                   |                          |                                                   |                  |
| 68 | 59 | «Shark Treatment / Нам акула-каракула по зубам»                   | Роб ЛаДука               | Мирит Дж. Колао                                   | 6 января 1995    |
| Русалка Селина топит корабль, направляющийся в Аграбу с ценным грузом, чтобы заманить Аладдина в ловушку. Она превращает Аладдина в акулу. Джинн, Абу и Яго должны завладеть её ожерельем, чтобы снять колдовство. Их союзником становится приятель Селины, осьминог Арман, недовольный тем, что его оттеснили в пользу Аладдина. Благодаря удачному плану Абу раскалывает амулет Селины и возвращает Аладдину прежний облик. |    |                                                                   |                          |                                                   |                  |
| 69 | 60 | «Black Sand / Чёрный песок»                                       | Алан Заслов              | Кевин Кэмпбелл                                    | 2 февраля 1995   |
| Когда Яго замечает, что многие люди во дворце ведут себя странно, он думает, что султан тайно готовится к вечеринке, а в бочках, которые в большом количестве заносятся во дворец, находится чёрная икра. Однако, вскоре выясняется, что это слуги Мозенрата постепенно заменяют всех людей, принимая их облик, а в бочонках находится вовсе не икра, а чёрный песок. Увязнув в этом песке, люди попадают в страну Мозенрата. Стража, Султан, Жасмин, Джинн и Аладдин захвачены. Яго и Абу должны отвлечь Мозенрата и Ксеркса, чтобы Ковёр смог выполнить миссию спасения. |    |                                                                   |                          |                                                   |                  |
| 70 | 61 | «Love At First Sprite / Любовь и коварство эльфов»                | Роб ЛаДука               | Билл Мотц и Боб Рот                               | 6 февраля 1995   |
| Во время полёта на ковре Аладдин был замечен несколькими крошечными эльфами, которые следуют за ним во дворец. Эльфы любопытны и дружелюбны, но их действия могут быть разрушительными. Вскоре они демонстрируют способность поднять Аладдина и его друзей в воздух, что позволяет им «летать» самостоятельно без ковра. Обиженный Ковер уходит. Сперва забавные игры эльфов вскоре становятся навязчивыми, а потом и опасными, когда эльфы несут Аладдина и компанию в облаках и отказываются отпускать их домой. Просьбу Султана вернуться во дворец эльфы выполняют буквально и поднимают дворец в небо, а на гневное требование Аладдина обижаются и со словами «ты нам больше не нравишься» улетают, бросив дворец на землю вместе с Аладдином и друзьями внутри. Джинн, который «уже держал этот дворец раньше» напрягает все свои силы, пытаясь удержать падение, но видно, что у него это не получится. Ситуацию спасает Ковёр. Ему удаётся перехитрить эльфов: преследуя его вокруг падающего дворца, они тем самым останавливают падение. Затем Ковёр и Аладдин снова преподают эльфам урок, доказав, что умеют летать лучше их. Уставшие и слегка обиженные эльфы удаляются восвояси. |    |                                                                   |                          |                                                   |                  |
| 71 | 62 | «Vocal Hero / Султан на вес золота»                               | Роб ЛаДука               | Жан Стрнад                                        | 8 февраля 1995   |
| Яго изнан из дворца после нахального мошенничества. Он залез внутрь механического ослика и выполняя забавные танцы, просил Султана класть внутрь драгоценности. Неожиданно в тронном зале появляется настоящий вор — Амин Дамула. Он превращает Султана в маленькую золотую статую и забирает с собой. У Яго появился хороший шанс вернуть утраченное доверие. Позже выясняется, что Амин работает на Мозенрата и получил от него несколько магических предметов. |    |                                                                   |                          |                                                   |                  |
| 72 | 63 | «The Lost City Of The Sun / Затерянный город солнца»              | Роб ЛаДука               | Мирит Дж. Колао                                   | 9 февраля 1995   |
| Эльфы захвачены Мозенратом, который использует их, чтобы раскопать древний город в пустыне и найти там оружие Шамаша. Несколько беглецов добираются до Аладдина, и он отправляется друзьям на выручку. |    |                                                                   |                          |                                                   |                  |
| 73 | 64 | «As The Netherworld Turns / Загробный мир»                        | Роб ЛаДука               | Кевин Кэмпбелл                                    | 13 февраля 1995  |
| Яго и Абу нашли волшебный шар в старой лаборатории Джафара. Они планируют использовать его магию для прохождения сквозь стены, но не знают, что он делает прикоснувшихся к нему вообще бестелесными, а точнее переносит их в загробный мир. В этом мире царствует Айям Агул, который планирует не только оставить их здесь навсегда, но и готовит такую же участь для Аладдина. |    |                                                                   |                          |                                                   |                  |
| 74 | 66 | «Seems Like Old Crimes, Part One / Кто прошлое помянет…, Часть 1» | Алан Заслов              | Билл Мотц и Боб Рот                               | 16 февраля 1995  |
| Страж из Храма судьбы обращается к Аладдину за помощью. Тени прошлого вернулись в жизнь Аладдина: когда-то давно, уличные артисты — Минос, Фатима и Азиз, а также их ручная обезьянка Абу, которая обкрадывала зазевавшихся зрителей — предложили Аладдину заработать денег, похитив из храма гигантский драгоценный камень. Однако он оказался не простым камнем, а волшебным, наказавшим преступников за преступные намерения — камень заточил в себе злодеев, но теперь они вырвались на свободу. |    |                                                                   |                          |                                                   |                  |
| 75 | 66 | «Seems Like Old Crimes, Part Two / Кто прошлое помянет…, Часть 2» | Роб ЛаДука               | Мирит Дж. Колао                                   | 17 февраля 1995  |
| Найдя преступников по следу, Аладдин с удивлением узнаёт, что камень изменил их: Миноса он превратил в минотавра, Фатиму в женщину-ястреба, а Азизу дал огромные магические силы. Жаждущие мести они приходят за Жасмин, но в итоге похищают Абу. Финальное столкновение приводит героев туда, где всё закончилось в последний раз — в Храм судьбы, где камень может дать злодеям второй шанс. |    |                                                                   |                          |                                                   |                  |
| 76 | 67 | «From Hippsodeth, With Love / Королева, с любовью»                | Алан Заслов              | Мирит Дж. Колао                                   | 20 февраля 1995  |
| Царица Гиппсодет никак не может забыть Султана и решает пригласить его на романтическое свидание. Получив письмо, Жасмин с друзьями решают, что коварная царица не пара Султану, и отвечают не самым лестнымобразом на это послание. Честь царицы решает защитить разгневанный царь Пектор, добивающийся блакосклонности Гиппсодет. |    |                                                                   |                          |                                                   |                  |
| 77 | 68 | «Destiny On Fire / Игра судьбы»                                   | Роб ЛаДука               | Мирит Дж. Колао                                   | 27 февраля 1995  |
| Вернувшись в Аграбу из путешествия, Аладдин и его друзья находят город в руинах, а все жители превратились в слизняков. Единственный уцелевший — Расул, который вынужден объединиться с Аладдином, чтобы спасти Султана, Жасмин и Аграбу. Вскоре Аладдин узнаёт, что за всем стоит не кто иной, как колдун Азиз, жаждущий повелевать Аграбой. |    |                                                                   |                          |                                                   |                  |
| 78 | 69 | «The Return Of Malcho / Возвращение Малчо»                        | Алан Заслов              | Кевин Кэмпбелл                                    | 28 февраля 1995  |
| В отсутствие Султана и Жасмин, которые взяли с собой и Джини, Аладдин назначен правителем Аграбы. Яго решает, что пришло время наконец воплотить свои мечты о роскоши, но его планам не суждено сбыться — жаждущий мести в Аграбу прилетает гигантский крылатый змей Малчо. Не довольный тем, что вынужден слушаться Аладдина, Расул и его стража должны помочь Аладдину справиться со злодеем. |    |                                                                   |                          |                                                   |                  |

### Сезон 3 (1995)
| № | № | Оригинальное название / Название            | Режиссёр    | Сценарист       | Премьера в США   |
| --- | - | ------------------------------------------- | ----------- | --------------- | ---------------- |
| 79 | 1 | «The Hunted / Наемник»                      | Алан Заслов | Томас Харт      | 16 сентября 1995 |
| В Аграбе появляется загадочное существо, которое похищает всех, за исключением Джинни. Существо из рода Махтаров, исконных врагов джиннов. Чтобы заставить Джинни помочь ему, он похищает его друзей. Махтар освободит Аладдина и остальных, если Джинни поможет ему избавиться от преследования Мозенрата, отправившего ему вслед своих зомби-мамелюков… |   |                                             |             |                 |                  |
| 80 | 2 | «Riders Redux / Почетное предложение»       | Алан Заслов | Ричард Стэнли   | 23 сентября 1995 |
| Мирным взаимоотношениям между Аграбой и другим королевством может прийти конец — каждый раз, как караван охранников сопровождает сокровища, для погашения долга Аграбы, на них нападают неизвестные мародёры, которые не оставляют следов. Аладдин обещает помочь, и вскоре обстоятельства складываются таким образом, что Аладдин вынужден примкнуть к грабителям, а юношу считают изменником Аграбы. |   |                                             |             |                 |                  |
| 81 | 3 | «The Book Of Khartoum / Манускрипт Хартума» | Алан Заслов | Марк Сайденберг | 30 сентября 1995 |
| В годовщину своей встречи, Джинни и Иден придётся пройти через немало испытаний, чтобы наконец отправиться на свидание — Мозенрат решает создать философский камень, и при помощи духа волшебника Хартума, заточённого в книгу, он ловит джинов, и начинает высасывать из них энергию, необходимую для создания волшебного камня. В ходе создания камня Хартум вырывается на волю, но Джинни и Иден останавливают его. |   |                                             |             |                 |                  |
| 82 | 4 | «While The City Snoozes / Пока город спит»  | Алан Заслов | Жан Стрнад      | 7 октября 1995   |
| Мираж вновь пытается захватить власть в Аграбе: она находит волшебную шкатулку, послушав которую, каждый засыпает глубоким сном и будет спать до тех пор, пока шкатулка не будет закрыта. У Аладдина и Жасмин остаётся совсем немного времени, чтобы спасти город и его жителей. |   |                                             |             |                 |                  |
| 83 | 5 | «Two To Tangle / Два в одном»               | Алан Заслов | Марк Сайденберг | 21 октября 1995  |
| Мозенрат постепенно умирает, истощаемый волшебной перчаткой, которую он носит. Чёрный маг решат поменяться телами с Аладдином и похищает юношу. Маг уже почти завершает процесс перемены тел, но друзья Аладдина вовремя вмешиваются, однако теперь в теле Аладдина живёт сам юноша и Мозенрат — между ними двумя разразилась настоящая битва, победителем в которой может быть лишь один. |   |                                             |             |                 |                  |
| 84 | 6 | «The Ethereal / Главная ценность»           | Алан Заслов | Брайан Свэнлин  | 4 ноября 1995    |
| К Жасмин приходит страшное видение Судного дня Аграбы, когда в городе появится таинственный дух, называемый Эфиреей. Когда пророчества Жасмин начинают сбываться один за другим, ни у кого не остаётся сомнений, что город находится в крайней опасности. И лишь Жасмин может дать Эфирее то, что нужно для спасения — показать главное сокровище города Аграбы. |   |                                             |             |                 |                  |
| 85 | 7 | «The Shadow Knows / Похититель теней»       | Алан Заслов | Марк Сайденберг | 18 ноября 1995   |
| Айям Агул из мира мёртвых решает отправить Аладдина и его друзей в мир теней, но для этого необходимо украсть их тени. Он начинает с того, что берёт в плен королеву теней, а после этого тень Агула начинает похищать тени Аладдина и его друзей. Джин и Аладдин отправляются в долину теней. Там после схватки с Агулом они освобождают королеву теней. Та навсегда забирает у Агула тень и Айям Агул возвращается в загробный мир, навсегда лишившись возможности его покинуть. А герои возвращают себе свои тени.                                                               |   |                                             |             |                 |                  |
| 86 | 8 | «The Great Rift / К чему приводят ссоры»    | Алан Заслов | Марк Сайденберг | 25 ноября 1995   |
| Аладдин с друзьями находят разрушенный город Мисмерию, который по легендам был стёрт с лица Земли распрями его правителей. В развалинах друзья обнаружили сундук с четырьмя изумрудными камнями. Вместе с ними они прилетают в Аграбу, куда следует таинственный говорящий сокол. Между тем, выясняется, что камни — это заколдованные люди — королева Делука, виновная в гибели Мисмерии, и три ее брата. Захватив власть в Аграбе, она невольно готовит ту же участь и своему новому королевству. Но Аладдин возвращается и уничтожает изумруд королевы, предотвратив катастрофу. |   |                                             |             |                 |                  |